# Nomada ovata
Nomada ovata är en biart som först beskrevs av Robertson 1903.  Nomada ovata ingår i släktet gökbin, och familjen långtungebin. Inga underarter finns listade i Catalogue of Life.